# Léonie Keingiaert de Gheluvelt
Léonie Charlotte Françoise Keingiaert de Gheluvelt (Leuven, 3 augustus 1885 - Kortrijk, 28 februari 1966) was een feministe en een van de eerste vrouwelijke burgemeesters in België.

## Afkomst
Léonie Keingiaert de Gheluvelt behoorde tot een familie die in 1817 adelserkenning verkreeg in de persoon van Louis-Bruno Keingiaert de Gheluvelt (Oudezeele, 1760 - Ieper, 1847), een officier in Spaanse dienst. Hij was de kleinzoon van Albert Keingiaert, die in 1737 de heerlijkheid Gheluvelt had aangekocht en de zoon van de edelman Albert Keingiaert, heer van Gheluvelt, Catsberghe, Eeckebeke en Handtdienst. De familienaam werd Keingiaert de Gheluvelt en de familie bewoonde het kasteel Keingiaert in Geluveld.
François-Bruno Keingiaert de Gheluvelt (Ieper, 1808 - 1876) was het tiende en laatste kind van Louis-Bruno Keingiaert en Marie de Lens (Gent 1767 - Ieper 1835). Hij was ook de enige van de jongens om nageslacht te hebben. Hij werd burgemeester van Geluveld, zoals zijn ongehuwde broer Bruno-Ghislain Keingiaert de Gheluvelt (Ieper, 1792 - 1833) het voor hem was geweest.
Van de drie zoons van François-Bruno Keingiaert trouwde alleen Bruno-Gustave Keingiaert (Gheluveld, 1856 - 1903) die ingenieur werd en trouwde met Aline Catteaux (Kortrijk, 1863 - Monaco, 1940). Leonie was hun enige dochter.

## Loopbaan

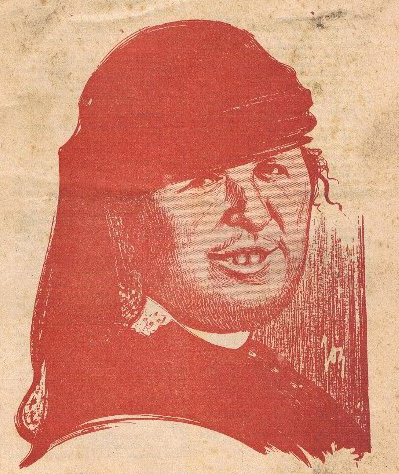
Keingiaert de Gheluvelt (door Jos De Swerts, 1923)

Tijdens de Eerste Wereldoorlog vluchtte de familie naar Monte Carlo en werd het kasteel, net zoals de ganse gemeente, verwoest. Léonie keerde in 1919 terug naar Geluveld en richtte er veldovens op voor de productie van bakstenen, bestemd voor de wederopbouw van het dorp.
Nadat op 27 augustus 1921 de wet werd gestemd die toeliet dat vrouwen het ambt van burgemeester en schepen konden uitoefenen in België, werd Leonie Keingiaert de Gheluvelt op 21 september 1921, op 36-jarige leeftijd, een van de vier eerste vrouwelijke burgemeesters in het land. Ze moest geen verkiezing houden, want de door haar ingediende lijst was de enige bij de gemeenteraadsverkiezingen van 24 april 1921. De toenmalige eerste minister Henri Carton de Wiart kwam zelf naar Geluveld, om haar te feliciteren.
De liberale burgemeester kwam regelmatig in aanvaring met de plaatselijke pastoor over de heropbouw van de kerk en over de benoeming in de gemeenteschool van onderwijzers met een diploma van een rijksnormaalschool. Ze ging ook over de tong doordat ze een Waalse Nederlandsonkundige medewerker aanwierf, die in het kasteel kwam wonen.
De pastoor slaagde erin bij de volgende verkiezingen, in oktober 1926, een kartellijst tegen haar op te zetten onder de naam 'Herleving'. Ze verloor het pleit en kwam in de oppositie terecht. Hoofdonderwijzer Pieter Hoorens werd burgemeester, maar slaagde er niet in de eenheid onder zijn aanhangers te bewaren. Als gevolg haalde ze het glansrijk, met zeven zetels op negen, bij de volgende verkiezingen in 1932 en ze werd weer burgemeester. Bij de verkiezingen van oktober 1938 verloor ze opnieuw en bleef in de oppositie tot in 1952. Ze nam verder deel aan de verkiezingen en van 1959 tot 1965 was ze schepen van financies en onderwijs, met haar partijgenoot en vertrouwensman André Durnez als burgemeester.
Juffrouw Keingiaert spande zich in om populair te blijven en zette zich in op de verdere vooruitgang en ontwikkeling van het dorp. Op Sint-Maartensdag ontving ze alle kinderen van de gemeente op haar kasteel en deelde versnaperingen uit. Voor de plechtige communicanten uit onbemiddelde gezinnen betaalde ze de feestkledij. Aan de lokale voetbalploeg Blue Star schonk ze een voetbalveld en ze was ook weldoenster van de Sint-Sebastiaansgilde, waar ze de hoofdman van was.
Tussen de twee wereldoorlogen in werkte ze mee aan het feministische tijdschrift Le Féminisme chrétien de Belgique.
Tussen 1928 en 1932 bouwde ze het verwoeste ouderlijke kasteel terug op. Tijdens de Tweede Wereldoorlog vluchtte ze met haar oude moeder naar Monte Carlo.
Ze stierf ongehuwd in 1966 op 80-jarige leeftijd, als laatste van haar familie, die hiermee uitdoofde. Met haar testament van 25 maart 1963 schonk zij alle onroerende en roerende eigendommen die ze in België bezat aan de Vereniging van de Belgische Adel die het kasteel restaureerde en het als vakantiehuis te huur aanbood aan haar leden. Er werd echter weinig gebruik van deze mogelijkheid gemaakt. Het park kwam in de problemen door onteigening voor de aanleg van een autoweg, terwijl de onderhoudskosten voor het kasteel hoog opliepen. In 1999 verkocht de vereniging het kasteel aan een zakenman die het ging bewonen.

## Fonds Keingiaert de Gheluvelt
Met de opbrengst van de verkochte goederen stichtte de Vereniging van de Belgische Adel in 2001 een Fonds op de naam van Leonie Keingiaert, om de herinnering aan haar levend te houden. Het doel is een geldprijs uit te reiken aan leden van de Belgische adel die concrete vormen van sociale dienstvaardigheid beoefenen. Tot in 2020 werden al 54 prijzen toegekend.

## Eeuwfeest
In het jaar 2021 wordt de honderdste verjaardag herdacht van de benoeming van Leonie Keingiaert tot burgemeester van Geluveld. Een lokaal comité Leonie werd opgericht onder voorzitterschap van Aleidis Durnez, van wie de vader, André Durnez, twee termijnen burgemeester was, als medestander van Leonie Keingiaert. Het comité wil verschillende feestelijkheden organiseren en tevens een boek over Leonie uitgeven.
Het comité nam het initiatief om de naam Leonie Keingiaert voor te stellen, voor het dorspsplein van Geluveld. Nakomelingen van vroegere politieke tegenstanders van de burgemeesteres kwamen hiertegen in het verweer. Ward Houdendycke, afstammeling van een vroegere burgemeester (Jules Houdendycke, broer van zijn overgrootvader) die tot de partij van de pastoor behoorde, nam het hoofd van de tegenstanders. Zij waren van oordeel dat het gemeenteplein zijn neutrale naam Geluveldplaats moest behouden en er werd voorgesteld de naam van Leonie Keingiaert te geven aan een bescheiden straat die aansloot bij het kasteel Keingnaert.